# Platyrhachus beccarii
Platyrhachus beccarii är en mångfotingart som beskrevs av Filippo Silvestri 1895. Platyrhachus beccarii ingår i släktet Platyrhachus och familjen Platyrhacidae. Inga underarter finns listade i Catalogue of Life.